# Monte Alto (Stany Zjednoczone)
Monte Alto – jednostka osadnicza w Stanach Zjednoczonych, w stanie Teksas, w hrabstwie Hidalgo.